# ヘスティアー
ヘスティアー（古希: ΕΣΤΙΑ〈Εστία〉、古代ギリシア語ラテン翻字: Hestiā）は、ギリシア神話に登場する炉、暖炉、家庭、家族、国家の正しい秩序を司る処女の女神である。クロノスとレアーの娘で、ゼウス、ポセイドーン、ハーデース、ヘーラー、デーメーテールと姉弟。アテーナー、アルテミスと同じく処女神である。
ヘスティアーの名前は「炉、暖炉、祭壇」を意味し、これはインド・ヨーロッパ語源の*wes「燃やす」（究極的には*h₂wes-「住む、夜を過ごす、滞在する」）に由来することから、オイコス（家庭、世帯、家、家族）を意味する。クレーテー島のドレロスとプリニアスの初期の神殿は暖炉を持つ建造物であり、デルポイのアポローン神殿は常に内部に暖炉を持っていたという。ミュケーナイの大広間（メガロン）は、ホメーロスのイタケーのオデュッセウスの広間のように、中央に暖炉があったとされている。
ローマ神話のウェスタと同一視される。
日本語では長母音を省略してヘスティアとも呼ばれる。

## 概説
古代ギリシアにおいて炉は、家の中心であり、従ってヘスティアーは、家庭生活の守護神として崇められた。また炉は、犠牲を捧げる場所でもあり祭壇・祭祀の神でもある。さらに国は、家庭の延長上にあるとされていたため国家統合の守護神とされ、各ポリスのヘスティアーの神殿の炉は、国家の重要な会議の場であった。加えて全ての孤児達の保護者であるとされる。
新植民地建設の際には、この神殿からヘスティアーの聖火をもたらすのが習わしだった。
プラトーンによれば「彼女1人だけがのんびりしていた」といわれ、呑気な印象の女神である。

## 神話
オリュンポス十二神の一柱に数えられるが別伝では、ヘスティアーの代わりにディオニューソスを数えることもある。これは、オリュンポス十二神に入れないことを嘆く甥ディオニューソスを哀れんで、ヘスティアーがその座を譲ったためとされる。
主な神話によればクロノスとレアーの長女であり、ゼウスらの姉である。ヘーシオドスの『神統記』ではヘスティアーの名前は姉弟の中で最初に挙げられており、『ホメーロス風讃歌』の「アプロディーテー讃歌」ではクロノスの長女であると述べられている。したがってクロノスに最初に呑み込まれたのはヘスティアーだが、クロノスがゼウスによって打倒された際に最後に吐き出されたため最も年少と言われることもあった。
夫や子はなく処女神とされる。ポセイドーンとアポローンに求婚されたこともあるが、その申し出を断り、ゼウスの頭に手を置いて永遠の処女を守ることを誓った。これに対してゼウスはヘスティアーに結婚の喜びと引き換えに全ての人間の家で、その中央に座すこと、犠牲の最良の部分を得ること、そして全ての神殿で他の神々と栄誉をわかつこと等の特権を与えたという。
また、眠っている所をプリアーポスに犯されそうになったが、ロバの鳴き声で目を覚まし辛うじて難を逃れたという話もある。

### 役割
ゼウスはヘスティアーに、オリンポスの炉の火を、神々への動物の生け贄の脂肪分や燃えやすい部分で維持する義務を課した。